# 개브리엘 크리스천
개브리엘 크리스천(Gabrielle Christian, 1984년 7월 30일 ~ )은 미국의 배우이다.

## 출연 작품
- 더 파티 이즈 오버 (2015)
- 엑스 (2014)
- 걸트래쉬: 올 나이트 롱 (2014)
- 윈드폴 (2006)
- 아메리칸 건 (2005)
- 드레이크와 조시 (2004)